# Gran Premio de los Países Bajos de Motociclismo de 1975
El Gran Premio de los Países Bajos de Motociclismo de 1975 fue la séptima prueba de la temporada 1975 del Campeonato Mundial de Motociclismo. El Gran Premio se disputó el 28 de junio de 1975 en el Circuito de Assen.

## Resultados 500cc
En la categoría reina, el británico Barry Sheene demostró durante todo el fin de semana que era el mejor y logró la victoria en la carrera. El italiano Giacomo Agostini no le puso las cosas fáciles. De esta manera, Sheene conquista el primer Gran Premio de la temporada.
| Pos. | Piloto             | Equipo        | Tiempo    | Pts. |
| ---- | ------------------ | ------------- | --------- | ---- |
| 1    | Barry Sheene       | Suzuki        | 48' 01" 0 | 15   |
| 2    | Giacomo Agostini   | Yamaha        | +0" 0     | 12   |
| 3    | Phil Read          | MV Agusta     | +48" 7    | 10   |
| 4    | John Newbold       | Yamaha        |           | 8    |
| 5    | Teuvo Länsivuori   | Yamaha        |           | 6    |
| 6    | Gianfranco Bonera  | MV Agusta     |           | 5    |
| 7    | John Williams      | Yamaha        |           | 4    |
| 8    | Hans Stadelmann    | Yamaha        |           | 3    |
| 9    | Karl Auer          | Yamaha        |           | 2    |
| 10   | Piet van der Wal   | Yamaha        |           | 1    |
| 11   | Helmut Kassner     | Yamaha        |           |      |
| 12   | Cliff Carr         | Yamaha        |           |      |
| 13   | Rob Bron           | Suzuki        |           |      |
| 14   | Tony Rutter        | Yamaha        |           |      |
| 15   | Dick Alblas        | König         |           |      |
| 16   | Steve Ellis        | Yamaha        |           |      |
| 17   | Hans-Otto Butenuth | Yamaha        |           |      |
| 18   | Charlie Williams   | Maxton-Yamaha |           |      |
| Ret  | Alex George        | Yamaha        | Ret       |      |
| Ret  | Barry Ditchburn    | Kawasaki      | Ret       |      |
| Ret  | Patrick Pons       | Yamaha        | Ret       |      |
| Ret  | Jack Findlay       | Yamaha        | Ret       |      |
| Ret  | Mick Grant         | Kawasaki      | Ret       |      |
| Ret  | Yvon Duhamel       | Kawasaki      | Ret       |      |
| Ret  | Christian Léon     | König         | Ret       |      |
| Ret  | Horst Lahfeld      | König         | Ret       |      |
| Ret  | Wil Hartog         | Yamaha        | Ret       |      |
| Ret  | Jan van Disseldorp | Yamaha        | Ret       |      |
| Ret  | Bernard Fau        | Yamaha        | Ret       |      |
| Ret  | Alan North         | Yamaha        | Ret       |      |
| DNS  | Edu Celso-Santos   | Yamaha        | DNS       |      |

## Resultados 350cc
En 350cc, el duelo esperado el venezolano Johnny Cecotto y el italiano Giacomo Agostini se disipó en las primeras vueltas cuando ambos sufrieron una caída y se vieron lejos de los puestos de cabeza. Al final, la victoria fue para el alemán Dieter Braun con el finlandés Pentti Korhonen y el británico Alex George como segundo y tercero respectivamente.
| Pos. | Piloto                 | Moto            | Tiempo    | Pts. |
| ---- | ---------------------- | --------------- | --------- | ---- |
| 1    | Dieter Braun           | Yamaha          | 49' 12" 9 | 15   |
| 2    | Pentti Korhonen        | Yamaha          | +1" 2     | 12   |
| 3    | Alex George            | Yamaha          | +2" 5     | 10   |
| 4    | Giacomo Agostini       | Yamaha          |           | 8    |
| 5    | Johnny Cecotto         | Yamaha          |           | 6    |
| 6    | Wil Hartog             | Yamaha          |           | 5    |
| 7    | Hans Stadelmann        | Yamaha          |           | 4    |
| 8    | Tony Rutter            | Yamaha          |           | 3    |
| 9    | Chas Mortimer          | Yamaha          |           | 2    |
| 10   | Jon Ekerold            | Yamaha          |           | 1    |
| 11   | John Williams          | Yamaha          |           |      |
| 12   | Olivier Chevallier     | Yamaha          |           |      |
| 13   | Philippe Bouzanne      | Yamaha          |           |      |
| 14   | Piet van der Wal       | Yamaha          |           |      |
| 15   | Helmut Kassner         | Yamaha          |           |      |
| 16   | Jack Findlay           | Yamaha          |           |      |
| 17   | Jean-François Baldé    | Yamaha          |           |      |
| Ret  | Nico van der Zanden    | Yamaha          | Ret       |      |
| Ret  | Boet van Dulmen        | MZ              | Ret       |      |
| Ret  | Karl Auer              | Yamaha          | Ret       |      |
| Ret  | Rob Bron               | Yamaha          | Ret       |      |
| Ret  | John Dodds             | Yamaha          | Ret       |      |
| Ret  | Patrick Pons           | Yamaha          | Ret       |      |
| Ret  | Christian Bourgeois    | Yamaha          | Ret       |      |
| Ret  | Jean-Louis Guignabodet | Yamaha          | Ret       |      |
| Ret  | Gérard Choukroun       | Yamaha          | Ret       |      |
| Ret  | Michel Rougerie        | Harley-Davidson | Ret       |      |
| Ret  | Walter Villa           | Harley-Davidson | Ret       |      |
| Ret  | Víctor Palomo          | Yamaha          | Ret       |      |
| DNS  | Eduardo Celso-Santos   | Yamaha          | DNS       |      |

## Resultados 250cc
En el cuarto de litro, cuarta victoria de la temporada del italiano Walter Villa por delante de su compañero en Harley Davidson, el francés Michel Rougerie. El alemán Dieter Braun cerró el podio. La gran sorpresa fue el canadiense Yvon Duhamel que acabó en quinto lugar. en esta carrera, hay que lamentar la muerte del alemán Rolf Thiele.
| Pos. | Piloto                 | Moto            | Tiempo    | Pts. |
| ---- | ---------------------- | --------------- | --------- | ---- |
| 1    | Walter Villa           | Harley-Davidson | 46' 53" 9 | 15   |
| 2    | Michel Rougerie        | Harley-Davidson | +46" 8    | 12   |
| 3    | Dieter Braun           | Yamaha          | +53" 5    | 10   |
| 4    | Bruno Kneubühler       | Yamaha          |           | 8    |
| 5    | Yvon Duhamel           | Kawasaki        |           | 6    |
| 6    | Pentti Korhonen        | Yamaha          |           | 5    |
| 7    | Patrick Pons           | Yamaha          |           | 4    |
| 8    | Nico van der Zanden    | Yamaha          |           | 3    |
| 9    | Jean-Louis Guignabodet | Yamaha          |           | 2    |
| 10   | Leif Gustafsson        | Yamaha          |           | 1    |
| 11   | Alan North             | Yamaha          |           |      |
| 12   | Jean-François Baldé    | Yamaha          |           |      |
| 13   | Adrie van den Broeke   | Yamaha          |           |      |
| 14   | Rolf Minhoff           | Yamaha          |           |      |
| 15   | Tom Herron             | Yamaha          |           |      |
| 16   | Philippe Bouzanne      | Yamaha          |           |      |
| 17   | Horst Lahfeld          | Yamaha          |           |      |
| Ret  | Johnny Cecotto         | Yamaha          | Ret       |      |
| Ret  | Paolo Pileri           | Yamaha          | Ret       |      |
| Ret  | Tapio Virtanen         | MZ              | Ret       |      |
| Ret  | Rolf Thiele            | Yamaha          | Ret       |      |
| Ret  | Leo Bovee              | Yamaha          | Ret       |      |
| Ret  | Mick Grant             | Kawasaki        | Ret       |      |
| Ret  | Otello Buscherini      | Yamaha          | Ret       |      |
| Ret  | Gérard Choukroun       | Yamaha          | Ret       |      |
| Ret  | Víctor Palomo          | Yamaha          | Ret       |      |
| Ret  | Chas Mortimer          | Yamaha          | Ret       |      |
| Ret  | John Dodds             | Yamaha          | Ret       |      |
| Ret  | Olivier Chevallier     | Yamaha          | Ret       |      |
| Ret  | Harald Bartol          | Yamaha          | Ret       |      |
| DNS  | Boet van Dulmen        | MZ              | DNS       |      |

## Resultados 125cc
Nueva demostración de las Morbidelli en esta categoría con la victoria de Paolo Pileri (quinta victoria del curso) y con Pier Paolo Bianchi como segundo clasificado.  El sueco Kent Andersson, principal rival, quedó rápido fuera de juego por un problemas mecánicos. Con esta victoria, Pileri amplía aún más su ventaja al frente de la clasificación de general, con 29 puntos sobre Bianchi.
| Pos. | Piloto             | Moto        | Tiempo    | Pts. |
| ---- | ------------------ | ----------- | --------- | ---- |
| 1    | Paolo Pileri       | Morbidelli  | 45' 42" 9 | 15   |
| 2    | Pier Paolo Bianchi | Morbidelli  | +0" 3     | 12   |
| 3    | Bruno Kneubühler   | Yamaha      | +1' 11" 0 | 10   |
| 4    | Leif Gustafsson    | Yamaha      |           | 8    |
| 5    | Jos Schurgers      | Bridgestone |           | 6    |
| 6    | Otello Buscherini  | Malanca     |           | 5    |
| 7    | Johann Zemsauer    | Rotax       |           | 4    |
| 8    | Harald Bartol      | Suzuki      |           | 3    |
| 9    | Roel Cornelis      | Yamaha      |           | 2    |
| 10   | Peter van Niel     | Yamaha      |           | 1    |
| 11   | Peter Frohnmeyer   | Maico       |           |      |
| 12   | Pentti Salonen     | Yamaha      |           |      |
| 13   | Aart Valster       | Yamaha      |           |      |
| 14   | Hans Müller        | Yamaha      |           |      |
| 15   | Hans-Jürgen Hummel | Yamaha      |           |      |
| Ret  | Kent Andersson     | Yamaha      | Ret       |      |
| Ret  | Henk van Kessel    | AGV Condor  | Ret       |      |
| Ret  | Jan Huberts        | Morbidelli  | Ret       |      |
| Ret  | Jan Hardonk        | Maico       | Ret       |      |
| Ret  | Cees van Dongen    | Yamaha      | Ret       |      |
| Ret  | Eugenio Lazzarini  | Piovaticci  | Ret       |      |
| Ret  | Rolf Thiele        | Maico       | Ret       |      |
| Ret  | Maurice Maingret   | Yamaha      | Ret       |      |
| Ret  | Thierry Tchernine  | Yamaha      | Ret       |      |
| Ret  | Gert Bender        | Bender      | Ret       |      |
| Ret  | Leo Bovee          | Yamaha      | Ret       |      |

## Resultados 50cc
Cuarta victoria consecutiva de la Kreidlerdel español Ángel Nieto, que se coloca con mucha claridad al frente de la clasificación general. En este momento, el zamorano aventaja en 18 puntos al italiano Eugenio Lazzarini, que en este Gran Premio acabó tercero.
| Pos. | Piloto               | Moto              | Tiempo    | Pts. |
| ---- | -------------------- | ----------------- | --------- | ---- |
| 1    | Ángel Nieto          | Van Veen-Kreidler | 32' 43" 0 | 15   |
| 2    | Herbert Rittberger   | Kreidler          | +0" 2     | 12   |
| 3    | Eugenio Lazzarini    | Piovaticci        | +0" 3     | 10   |
| 4    | Gerrit Strikker      | Kreidler          |           | 8    |
| 5    | Julien van Zeebroeck | Van Veen-Kreidler |           | 6    |
| 6    | Rudolf Kunz          | Kreidler          |           | 5    |
| 7    | Juup Bosman          | Jamathi           |           | 4    |
| 8    | Theo van Geffen      | DRM               |           | 3    |
| 9    | Gerhard Thurow       | Kreidler          |           | 2    |
| 10   | Henk van Kessel      | Kreidler          |           | 1    |
| 11   | Theo Timmer          | Jamathi           |           |      |
| 12   | Roel Cornelis        | Kreidler          |           |      |
| 13   | Claudio Lusuardi     | Derbi             |           |      |
| 14   | Henk ten Wolde       | Kreidler          |           |      |
| 15   | Ingo Emmerich        | Kreidler          |           |      |
| 16   | Rolf Blatter         | Kreidler          |           |      |
| 17   | Walter Däuwel        | Kreidler          |           |      |
| 18   | Joop Zwetsloot       | Roton             |           |      |
| 19   | Wolfgang Golembeck   | Kreidler          | Ret       |      |
| Ret  | Stefan Dörflinger    | Kreidler          | Ret       |      |
| Ret  | Jan Huberts          | Jamathi           | Ret       |      |
| Ret  | Hans-Jürgen Hummel   | Kreidler          | Ret       |      |
| Ret  | Ton Kooyman          | Hemeyla           | Ret       |      |
| Ret  | Cees van Dongen      | Kreidler          | Ret       |      |
| Ret  | Nico Polane          | Kreidler          | Ret       |      |